# José de Souza Martins
José de Souza Martins (São Caetano do Sul, 24 de outubro de 1938) é um escritor e sociólogo brasileiro. É professor titular aposentado do Departamento de Sociologia e Professor Emérito (2008) da Faculdade de Filosofia, Letras e Ciências Humanas da Universidade de São Paulo (FFLCH-USP). 

## Biografia
Filho de imigração no Brasil, seu pai era português e a mãe, espanhola. Graduou-se em Ciências Sociais em 1964 na (FFLCH-USP), onde depois tornou-se mestre (1966) e doutor (1970) em Sociologia.
Foi o terceiro brasileiro, depois de Celso Furtado e de Fernando Henrique Cardoso, a ocupar, em 1993-1994, a prestigiosa "Cátedra Simón Bolivar" da Universidade de Cambridge, Inglaterra, quando foi também eleito fellow de Trinity Hall. Foi professor visitante da Universidade da Flórida (Gainesville, EUA) (Mellon Visiting Professor) e da Universidade de Lisboa. Professor honoris causa da Universidade Federal de Viçosa (20 de junho de 2013). Doutor honoris causa da Universidade Federal da Paraíba (8 de novembro de 2013) e Doutor honoris causa da Universidade Municipal de São Caetano do Sul (2 de agosto de 2014).
Na apuração do Google Scholar Citations, até 28 de junho de 2022, seus livros e artigos tiveram 21.177 citações e, desde 2017, 5.966. Seu Índice h é, respectivamente, 51 e 32. Seu índice i10, de trabalhos que receberam ao menos dez citações, é, respectivamente, 113 e 66.
Na Universidade de São Paulo, onde fez o bacharelado e a licenciatura em Ciências Sociais (1961-1964), o mestrado (1966), o doutorado (1970) e a livre-docência (1992) em Sociologia, foi aluno de Florestan Fernandes, Fernando Henrique Cardoso, Octavio Ianni, Marialice Mencarini Foracchi, Paula Beiguelman, Ruth Cardoso, Eunice Ribeiro Durham, Ruy Galvão de Andrada Coelho, Gioconda Mussolini, Egon Schaden, Oliveiros da Silva Ferreira, Diva Benevides Pinho, dentre outros.
De 1996 a 2007, foi membro do Board of Trustees of United Nations Voluntary Fund on Contemporary Forms of Slavery (Junta de Curadores do Fundo Voluntário das Nações Unidas contra as Formas Contemporâneas de Escravidão), indicado pelo Alto Comissário de Direitos Humanos e designado pelo secretário-geral, em quatro mandatos consecutivos de três anos cada um. Em 2002, no governo de Fernando Henrique Cardoso, foi designado para exercer pro bono, pelo bem público e gratuitamente, a função de representante do Presidente da República e de membro e coordenador da comissão interministerial que preparou o Plano Nacional de Erradicação do Trabalho Infantil e do Trabalho Escravo, de novembro de 2001 a dezembro de 2002.
Recebeu os seguintes prêmios e honrarias: Prêmio "Visconde de Cairu" em 1977 (menção honrosa), Instituto Roberto Símonsen, São Paulo, pelo livro Conde Matarazzo - empresário e empresa [Editora Hucitec, São Paulo, 1976]; Prêmio "Érico Vannucci Mendes" em 1993, Conselho Nacional de Desenvolvimento Científico e Tecnológico (CNPq) e Sociedade Brasileira para o Progresso da Ciência pelo conjunto da obra; Prêmio Jabuti 1993 de Ciências Humanas, da Câmara Brasileira do Livro pelo livro Subúrbio [Editora Hucitec/Prefeitura de São Caetano do Sul, São Paulo/São Caetano do Sul, 1992]; Prêmio Jabuti 1994 de Melhor Livro de Ciências Humanas, da Câmara Brasileira do Livro pelo livro A Chegada do Estranho [Editora Hucitec, S. Paulo, 1993], como Melhor Livro da Categoria de Ciências Humanas, de 1994; Prêmio a Pesquisador em 2002, Fundo Bunka de Pesquisa-Banco Sumitomo Mitsui/Sociedade Brasileira de Cultura Japonesa, São Paulo, 3 de outubro de 2002; Prêmio Florestan Fernandes 2007, da Sociedade Brasileira de Sociologia, Recife, 28 de maio de 2007; Prêmio Jabuti de Ciências Humanas de 2009 pelo livro A Aparição do Demônio na Fábrica [Editora 34, S. Paulo, 2008]. 
Em 2017, foi-lhe concedido, pelo Ministro da Defesa, a Medalha da Vitória, criada em 2004 para comemorar a vitória da Força Expedicionária Brasileira na Segunda Guerra Mundial, e celebrar a Democracia e a Liberdade. Em 2017, recebeu da Câmara Municipal de São Paulo a Medalha Guilherme de Almeida. Em 15 de maio de 2019, recebeu o título de pesquisador emérito do CNPq em 2019. Designado pelo Reitor da Universidade de S. Paulo para integrar o Conselho Consultivo da USP como representante da Fapesp - Fundação de Amparo à Pesquisa do Estado de S. Paulo, em 21 de maio de 2019. Eleito pela Academia Paulista de Letras, em 11 de junho de 2015, para ocupar a Cadeira nº 22, cujo patrono é João Monteiro.

## Obras
- São Caetano do Sul em Quatro Séculos de História, 1957
- A Imigração e a crise do Brasil agrário, Pioneira (1973)
- Capitalismo e Tradicionalismo, (Pioneira, 1975)
- Conde Matarazzo, o empresário e a empresa , Hucitec (1976)
- Os Camponeses e a Política no Brasil, Vozes (1981)
- A Chegada do Estranho, Hucitec (1993)
- O Poder do Atraso, Hucitec (1994)
- (Des)figurações: O imaginário onírico da metrópole, Hucitec, 1996
- Fronteira - A degradação do Outro nos confins do humano. 1ª edição, Editora Hucitec, 1997. 2ª edição, rev. e atualizada, Ed. Contexto (2009)
- Florestan - Sociologia e consciência social no Brasil, Edusp (1998)
- Reforma Agrária: o Impossível Diálogo, Edusp (2000)
- Subúrbio (Vida cotidiana e História no subúrbio da cidade de São Paulo), 2ª ed., Hucitec/Editora da Unesp (2002)
- O Imaginário na Imigração Italiana, Fundação Pró-Memória, São Caetano do Sul (SP), (2003).
- A Sociedade Vista do Abismo (Novos estudos sobre exclusão, pobreza e classes sociais,) 3ª ed., Editora Vozes (2008)
- O Sujeito Oculto (Ordem e transgressão na reforma agrária), Editora da UFRGS   (2003)
- O Cativeiro da Terra, 9ª edição, revista e ampliada Contexto (2010)
- Exclusão Social e a Nova Desigualdade, 3ª ed., Editora Paulus (2007)
- A Sociabilidade do Homem Simples (Cotidiano e História na Modernidade Anômala), 2ª ed., rev. e ampliada, Editora Contexto (2008)
- A Aparição do Demônio na Fábrica (Origens sociais do Eu dividido no subúrbio operário), Editora 34 (2008)
- Sociologia da Fotografia e da Imagem, 2ª. edição, Editora Contexto, São Paulo, (2011).
- José de Souza Martins, (Fotografia e poesia), Coleção “Artistas da USP”, Edusp, São Paulo, (2008).
- A Política do Brasil Lúmpen e Místico, Editora Contexto, São Paulo, (2011).
- Uma Arqueologia da Memória Social - Autobiografia de um moleque de fábrica, Ateliê Editorial, São Paulo, (2011).
- A Sociologia como Aventura - Memórias, Editora Contexto, São Paulo, 2013.
- Uma Sociologia da Vida Cotidiana, Editora Contexto, São Paulo, 2014.
- Desavessos - Crônicas de poucas palavras, Editora Com Arte, São Paulo, 2014
- Diário de uma Terra Lontana - Os 'faits divers' na história do Núcleo Colonial de São Caetano, Fundação Pró-Memória, São Caetano do Sul, 2015.
- Linchamentos - A justiça popular no Brasil, Editora Contexto, São Paulo, 2015.
- Do PT das Lutas Sociais ao PT do Poder, Editora Contexto, São Paulo 2016.
- O Coração da Pauliceia Ainda Bate, Editora da Unesp/Imprensa Oficial, São Paulo 2017.
- Nuto Sant'Anna, A Poética do Desencontro, Editora da Imprensa Oficial do Estado, São Paulo, 2021.
- No Limiar da Noite, Ateliê Editorial, Cotia, 2021.
- Sociologia do Desconhecimento (Ensaios sobre a incerteza do instante), Editora Unesp, São Paulo, 2021.
- As Duas Mortes de Francisca Júlia (A Semana de Arte Moderna antes da Semana), Editora Unesp, São Paulo, 2022.